# Ludolph Friedrich von Laffert

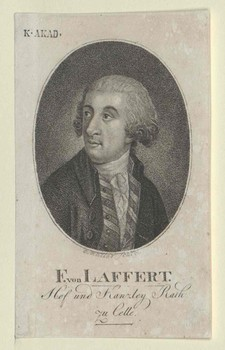
Ludolph Friedrich von Laffert

Ludolph Friedrich Freiherr von Laffert (* 31. Dezember 1757 in Celle; † 5. Dezember 1808) war ein deutscher Verwaltungsjurist, Zeichner und Radierer-Dilettant sowie Botaniker.

## Leben
Ludolph Friedrich von Laffert war Sohn des hannoverschen Oberhauptmanns und mecklenburgischen Gutsbesitzers Gotthard Leonhard von Laffert (1729–1789). Er schrieb sich gemeinsam mit seinem Bruder Adolph von Laffert am 11. Mai 1778 an der Universität Göttingen zum Studium der Rechtswissenschaften als in Celle gebürtig und auf Gut Lehsen in Mecklenburg wohnhaft ein. Am 18. Dezember 1778 wurde er ausweislich der überlieferten Protokolle als der ältere zeitlich nach seinem jüngeren Bruder Adolph in die Hannöversche Landsmannschaft in Göttingen rezipiert. Die Schattenrisse beider Brüder finden sich in der Silhouetten-Sammlung Schubert, die ihr Consemester Carl Schubert aus Ratzeburg 1779 erstellte und die sich heute in der Handschriftenabteilung der Niedersächsischen Staats- und Universitätsbibliothek Göttingen befindet. Bekannt sind fünf Radierungen Lafferts, von denen drei in seiner bis Ostern 1781 währenden Göttinger Studentenzeit bei Ausflügen in die Umgebung entstanden sind (Wirtshaus auf dem Brocken, Ansicht des Schlachtfeldes von Kerstlingerode (1779), Ansicht der Papiermühle zu Weende bei Göttingen). Diese Bilder befanden sich zum Teil in der Sammlung des Hofrats Georg Friedrich Brandes, die nach dessen Tod 1791 mit einem zweibändigen Katalog 1796 in Leipzig verkauft wurde. Nach der Familiengeschichte der Familie von Laffert fertigte er während seiner Studentenzeit in Göttingen auch zahlreiche Porträts seiner Kommilitonen, deren Lagerort allerdings in der Literatur nicht bekannt ist. Aus wechselseitigen Dedikationen ist überliefert, dass er seine Fertigkeit im Radieren mit seinem Kommilitonen Friedrich Georg Oye aus Nordschleswig teilte.

Ludolph Friedrich von Laffert in der Silhouettensammlung Schubert (1779)
Der Bruder Adolph von Laffert
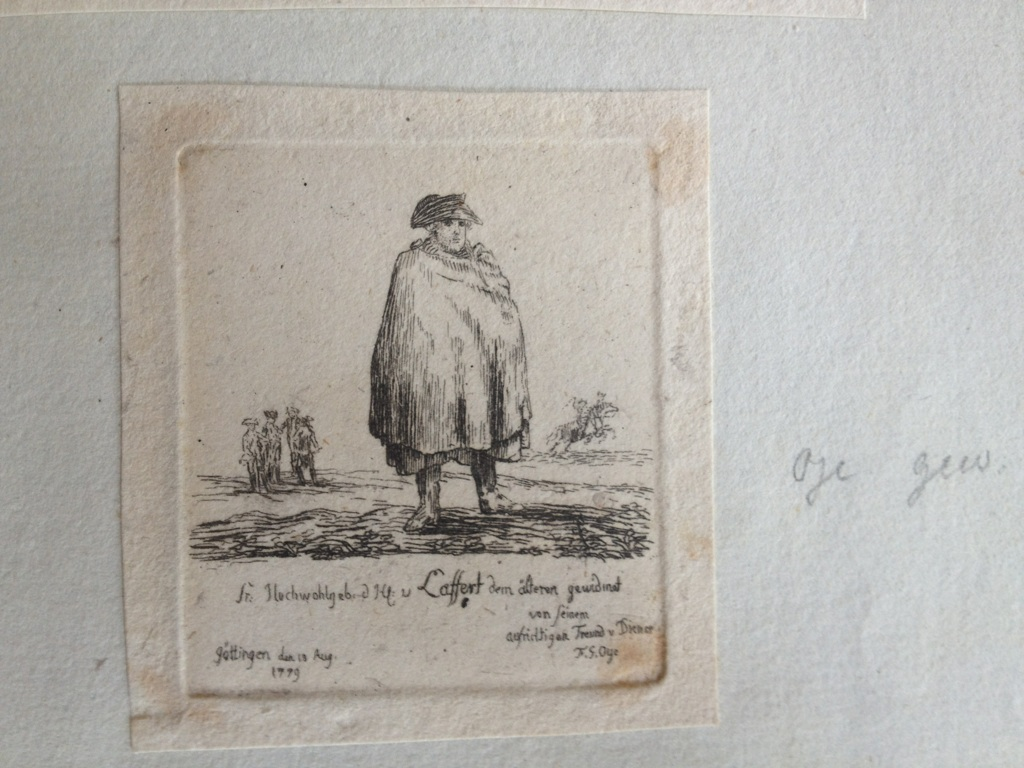
Durch Friedrich Georg Oye 1779 gewidmetes Blatt
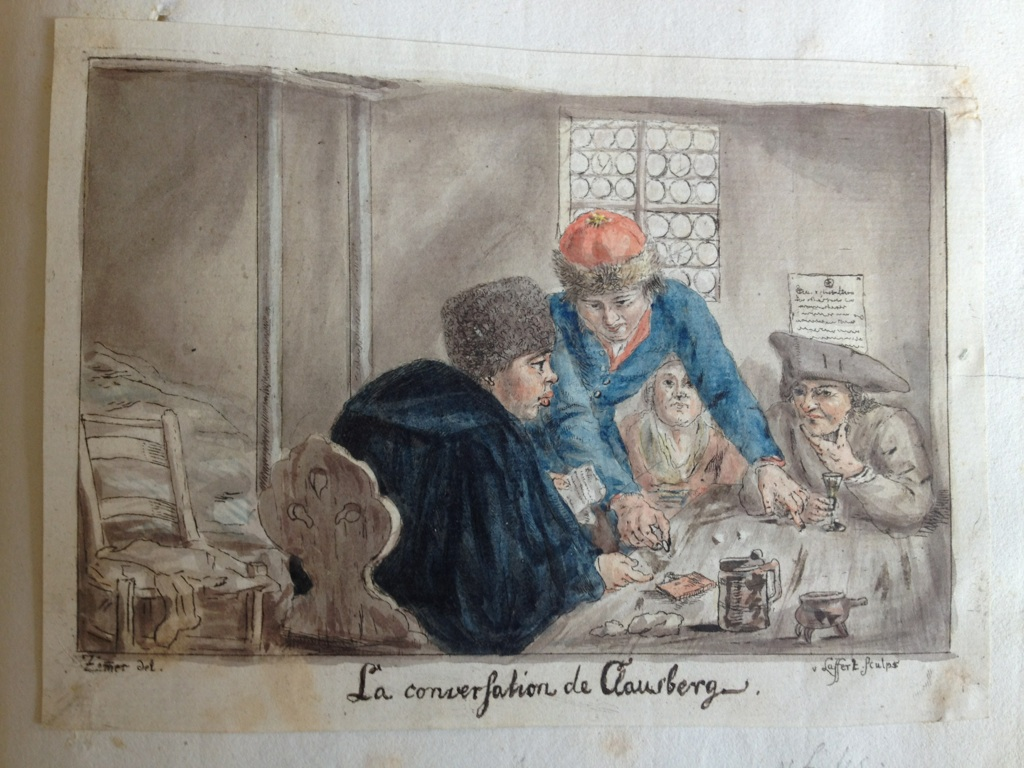
„v. Laffert sculps“ : La conversation de Clausberg

Ludolph Friedrich von Laffert trat nach dem Studium in den Justizdienst des Kurfürstentums Hannover ein und wurde Kanzleirat und Hofrat an der Justizkanzlei Celle. Aus dieser Zeit ist eine Landschaft mit Kuh im Wasser nachgewiesen, die er Henriette Friederike von Wartenberg (1771–1814), der Gattin des hannöverschen Oberhofmeisters Karl Philipp von Hardenberg (1756–1840), „Zelle ce 5me de Mars 1787“ widmete. Laffert war Begründer des Lehsener Zweigs der Familie von Laffert. In seine Zeit fällt die Begründung der für Mecklenburgs Gartenbaugeschichte bedeutsamen Laffert'schen Plantage mit Obstgehölzen und seltenen nordamerikanischen Baumarten, wie Ginkgo- und Mammutbäume sowie Zypressen, als Baumschule in Lehsen. Er legte auch eine Orangerie an und züchtete dort über 200 Sorten von Apfelbäumen. Im Park des damals ebenfalls Laffert gehörenden Herrenhauses Dammereez finden sich heute noch exotische Bäume, die im 20 km entfernten Lehsen gezogen wurden. Die Familie Laffert erreichte 1801 die Aufnahme in die mecklenburgische Ritterschaft. Er ist Verfasser zahlreicher Aufsätze zum Obst- und Pflanzenbau und gab 1802 das von Kurfürst August von Sachsen verfasste Künstlich Obstgarten-Büchlein: Nach der letzten Original-Ausgabe v. J. 1620, für Liebhaber der pomologischen Literature aufs Neue, mit Anmerkung des v. Laffert wieder neu heraus. Laffert wurde 1803 Mitglied der 1790 von David Heinrich Hoppe begründeten Regensburgischen Botanischen Gesellschaft.
Lafferts gelber Glasapfel bzw. gelber Härtling sind nach ihm benannte Apfelsorten. Das Gebiet um Dodow und Lehsen ist heute noch das größte Apfelanbaugebiet in Mecklenburg-Vorpommern.

## Schriften
- Beschreibung einer sehr nützlichen und bequemen Baum- und Garten-Spritze: Auszug eines Briefs. In: Teutsche Obstgärtner. 1797 (digitalesthueringen.de).
- Pomologische Correspondenz. In: Teutsche Obstgärtner. 1796 (digitalesthueringen.de).
- An das pomologische Publikum. In: Teutsche Obstgärtner. (digitalesthueringen.de).
- Ueber das Anbinden der Obstbäume: Auszug aus einem Briefe des Herrn Hof- und Canzeley Raths von Laffert zu Celle im Lüneburgischen. In: Teutsche Obstgärtner. (digitalesthueringen.de).
- Auszug eines Schreibens des Hrn. Hof- und Canzleyrath von Laffert, in Betreff des Obstgartenbüchlein von Churfürst August zu Sachsen, vom 11. März 1801. In: Teutsche Obstgärtner. (digitalesthueringen.de).
- Beschreibung der neuerfundenen Fockschen Butter-Maschine. 1806 (digitalesthueringen.de).